# Stactobia eatoniella
Stactobia eatoniella är en nattsländeart som beskrevs av Mclachlan 1880. Stactobia eatoniella ingår i släktet Stactobia och familjen smånattsländor. Inga underarter finns listade i Catalogue of Life.